# Planorbella traski
Planorbella traski är en snäckart som först beskrevs av I. Lea 1856.  Planorbella traski ingår i släktet Planorbella och familjen posthornssnäckor. Inga underarter finns listade i Catalogue of Life.